# Владимир (пароходофрегат)
«Владимир» (рус. дореф. Владиміръ) — 11-пушечный колёсный пароходофрегат Черноморского флота Российской империи. Известен как участник первого в мировой истории морского боя между паровыми кораблями (1853 год).

## История
Интересна история создания корабля, ведь по английским законам тех лет английские кораблестроители не имели права строить другим флотам паровые корабли, и все русские пароходофрегаты, построенные в Англии, по сути, были военной контрабандой. Ведь они строились, как, якобы, почтовые пакетботы.
В 1846 году капитан 1-го ранга В. А. Корнилов был командирован в Англию для заказа и наблюдения за постройкой нового 11-пушечного пароходофрегата для усиления Черноморского флота и для ознакомился с конструкциями паровых механизмов и строительством железных судов на английских верфях. Первым командиром пароходофрегата был назначен капитан 2-го ранга Н. А. Аркас, которого также командировали в Англию для наблюдения за постройкой.
Благодаря этому в Англии на «Владимир» даже установили артиллерию, в частности, английские 10-дюймовые бомбические орудия. Первым командиром корабля был капитан-лейтенант Н. А. Аркас.
Находясь на борту пароходофрегата «Владимир» — русский император Николай I — возвращаясь в Россию из европейского путешествия, обращаясь к командиру судна, по поводу гребных колёс, сказал:

 «Вот это, я понимаю, махины… Знаешь, я против гребных винтов. Какие-то маленькие, юркие, скрытные, не видно, как и работают. Что бы там не говорили, не верю я в них»… (Николай I — первому командиру пароходофрегата «Владимир» капитан-лейтенанту Н. А. Аркасу)— «Не верю!» // Техника — молодёжи (Клуб «ТМ», «Однажды…»). — 1988. — № 2. — С. 60.
17 октября 1848 года пароходофрегат «Владимир» прибыл на Одесский рейд, после чего отправился в Севастополь. Его приёмкой занимался корабельный инженер Н. Г. Коршиков.

## Служба

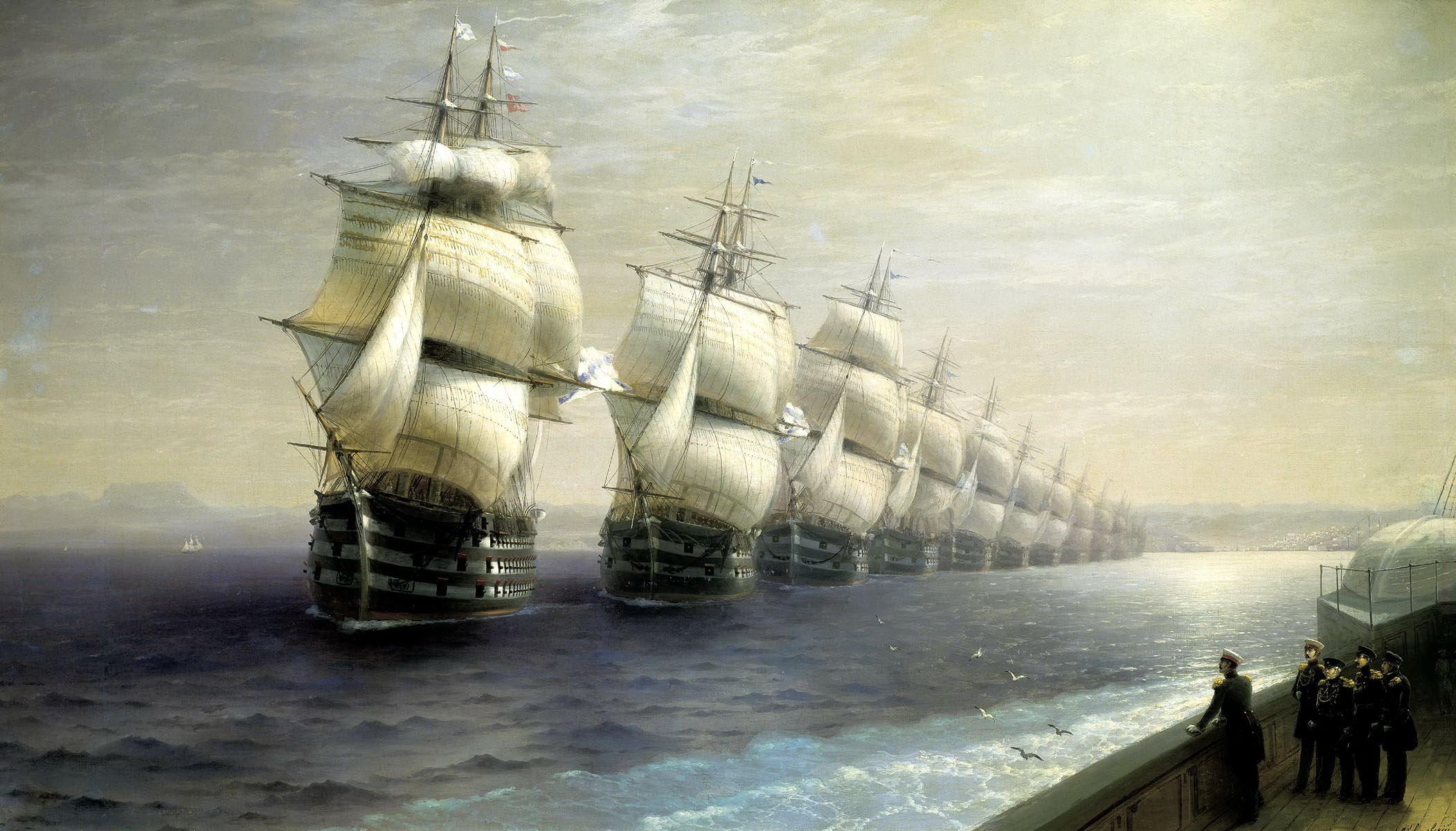
Смотр Черноморского флота в 1849 году. И. К. Айвазовский, 1886 г., холст, масло. Центральный военно-морской музей, Санкт-Петербург

В 1849 году пароходофрегат «Владимир» был выбран императором Николаем I для принятия на Севастопольском рейде Смотра Черноморского флота. На борту также находились командующий Черноморским флотом адмирал М. П. Лазарев, начальник штаба Черноморского флота В. А. Корнилов, П. С. Нахимов и В. И. Истомин.
В 1851 году пароходофрегат «Владимир» крейсировал в Чёрном море и ходил по черноморским портам.

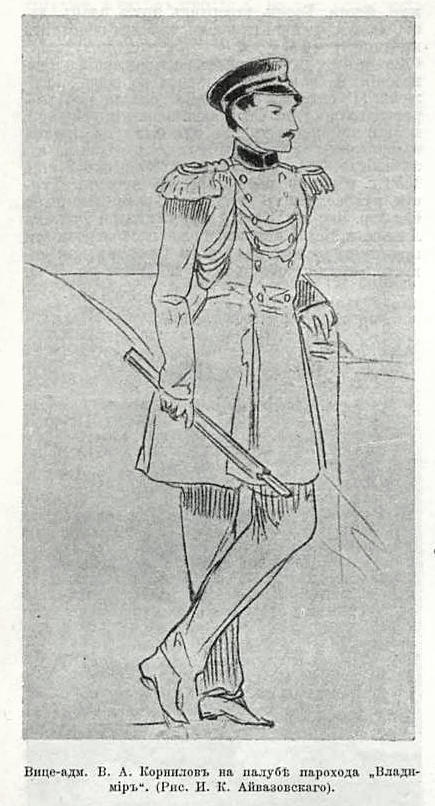
Вице-адмирал В. А. Корнилов на палубе пароходофрегата «Владимир»
(рисунок И. К. Айвазовского)

В начале Крымской войны пароходофрегат «Владимир» вошёл в отряд паровых кораблей под командованием начальника штаба Черноморского флота вице-адмирала В. А. Корнилова. 5 ноября 1853 года «Владимир» вступил в первый в истории бой паровых судов — был атакован 10-пушечный турецко-египетский вооружённый пароход «Перваз-Бахри» (Владыка морей).

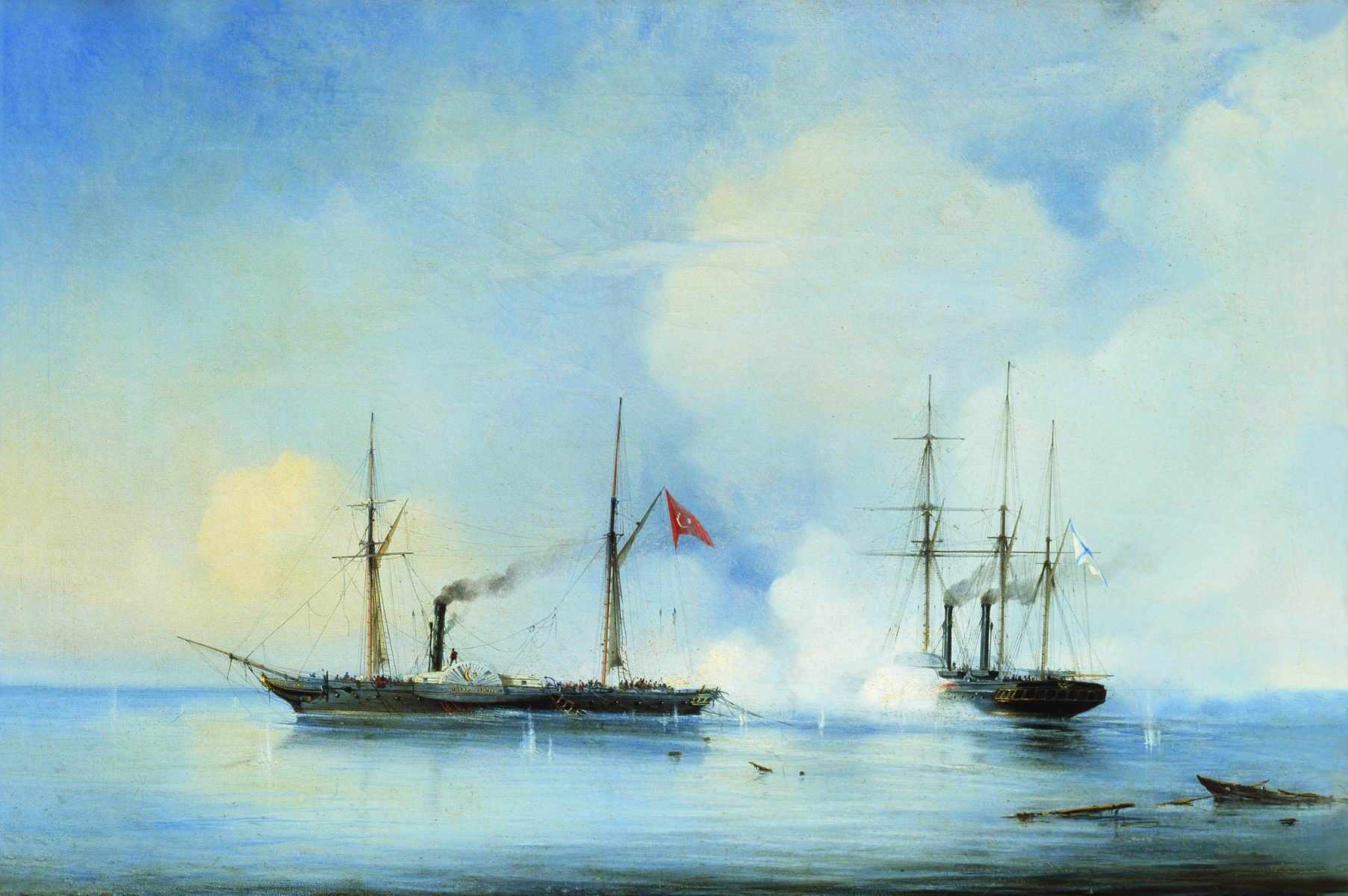
Бой русского пароходофрегата «Владимир» и турецкого парохода «Перваз-Бахри»

Командир «Владимира» капитан-лейтенант Г. И. Бутаков использовал преимущество «Владимира» — высокую маневренность: держась в пределах кормовых курсовых углов турецкого парохода, экипаж вёл меткий артиллерийский огонь по противнику. Особенно важно было даже не использование самой по себе маневренности русского корабля, а то, что опытный моряк Г. И. Бутаков заметил отсутствие орудий на корме турецкого парохода и весь бой старался держаться так, чтобы турки не могли обстреливать «Владимир», а вот русский пароходофрегат имел вооружение, позволявшее ему громить противника на всех дистанциях и во всех секторах обстрела.

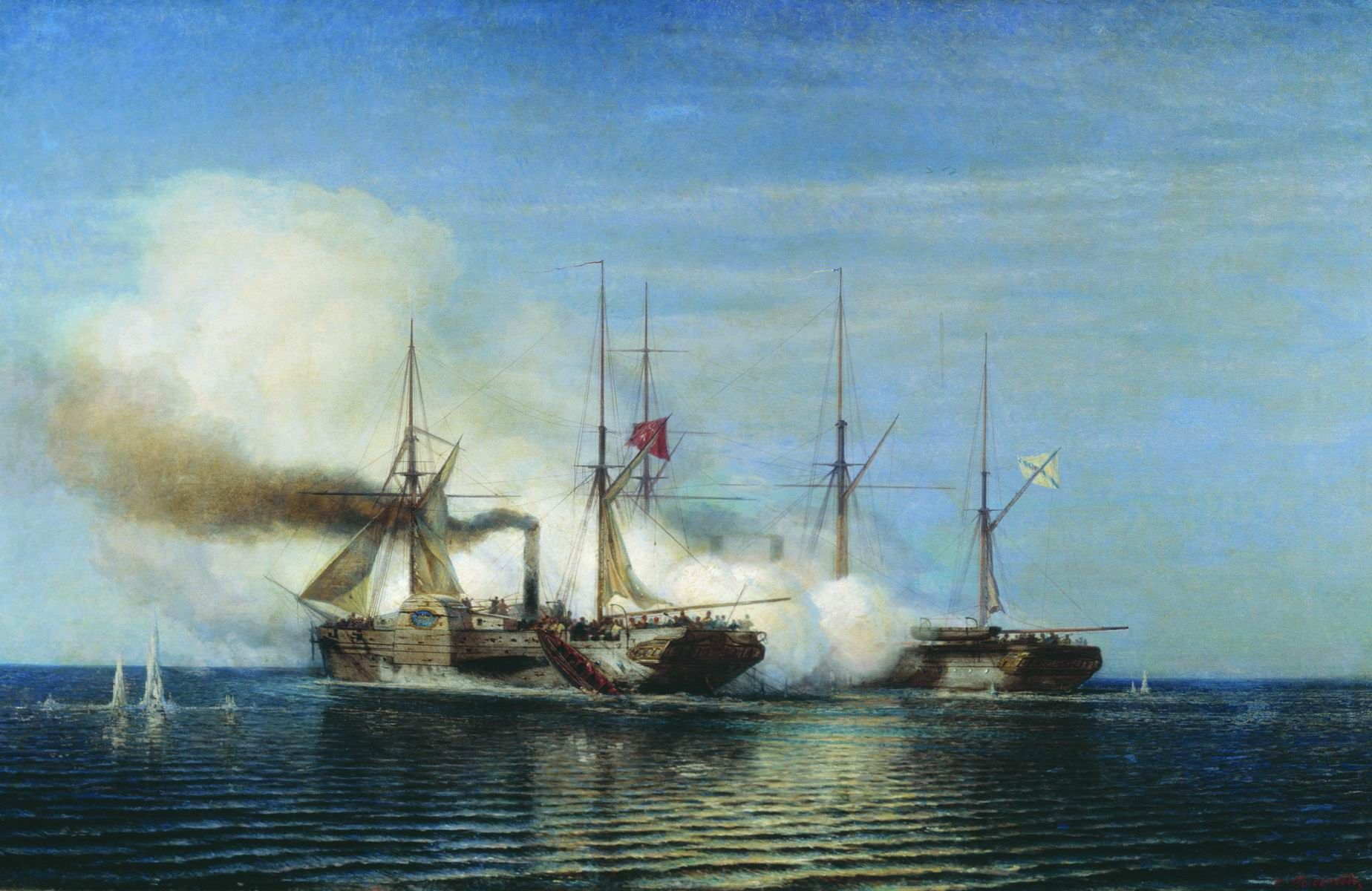
Пленение фрегатом «Владимиром» турецкого парохода «Перваз-Бахри»

Трёхчасовой бой закончился победой: «Перваз-Бахри» был вынужден спустить флаг. Правда, русские моряки едва не «перестарались» — они с большим трудом смогли довести свой трофей до Севастополя. Турецкий пароход отремонтировали и он вошёл в состав Черноморского флота под названием «Корнилов». Г. И. Бутаков после этого боя был произведён в капитаны 2-го ранга и награждён орденом Святого Георгия IV степени.
17 октября 1853 года на пути из Севастополя в Ялту у мыса Киркенес пароход «Еникале» наскочил на каменную гряду. После самостоятельного снятия, пароход перешёл в Алупку, где стал носом на мель. Для проведения работ к месту аварии был прислан пароходофрегат «Владимир» с такелажниками и водолазами на борту.
24 октября Г. И. Бутаков лично командовал артиллерийским огнём парохода-фрегата «Владимир» во время сражения при Инкермане. 24 ноября пароходофрегаты «Владимир» и «Херсонес» приняли участие в вылазке против англо-франко-турецких судов в бухтах Стрелецкая и Песочая.
Во время осады Севастополя, пароходофрегат, будучи флагманом отряда русских кораблей («Владимир», «Громоносец», «Крым», «Херсонес», «Бессарабия» и «Одесса») под командованием капитана 2-го ранга Г. И. Бутакова, впервые в мире применил новую тактику: для повышения дальности действия артиллерии в контрбатарейной стрельбе, русские моряки повысили угол возвышения орудий приданием искусственного крена кораблю.
После окончания Крымской войны Г. И. Бутаков, обобщив опыт использования пароходофрегатов, создал труд «Новые основания пароходной тактики», который рассматривался моряками Российского флота как основной документ при боевом использовании паровых и броненосных судов.
В 1855 году пароходофрегат «Владимир» был затоплен в Северной бухте Севастополя.
В 1860 году «Владимир» был поднят, восстановлен и зачислен на службу.
В сентябре 1862 года пароходофрегаты «Смелый», «Храбрый» и «Владимир» были отправлены на выручку, севшему на плоскую подводную скулу острова Малый Соммерс, пароходофрегату «Гремящий». Сама спасательная операция проводилась с 19 до ночи с 20 на 21 сентября. В 3 часа дня 21 сентября, в связи с неправильными действиями, пароходофрегат «Гремящий» затонул.
В 1864—1866 годах пароходофрегат «Владимир» плавал по портам России, Швеции и Дании.
В июле 1866 года русская эскадра под командованием контр-адмирала Лихачёва (броненосная батарея «Не тронь меня», броненосный фрегат «Севастополь», фрегат «Дмитрий Донской», пароходофрегат «Храбрый», пароходофрегат «Владимир», клипер «Яхонт», двухбашенная лодка «Смерч» и четыре монитора) были отправлены в Гельсингфорс для встречи американских кораблей монитора «Miantonomoh» и парохода «Ogasta» под командованием помощника секретаря Морского министра САСШ капитана Г. Ф. Фокса, на которых прибыло новое американское посольство. Встретив в Гельсингфорсе, русская эскадра проводила их до Большого Кронштадтского рейда.
В августе — сентябре 1866 года на Транзундском рейде управляющий Морским министерством произвел смотр броненосной эскадре («Севастополь», «Не тронь меня», «Смерч», «Стрелец», «Единорог», «Лава») и кораблям «Рюрик», «Владимир», «Храбрый» и «Толчея». Во время прицельной пальбы «Севастополь» с хода от 2,5 до 5 узлов с расстояния от 5 до 7 кабельтов сделал в обшей сложности 56 выстрелов: 39 выстрелов из 60-фунтовых орудий и 17 выстрелов из 8-дюймовых нарезных орудий по щиту размером 50 × 20 футов. По результатам стрельб 25 ядер поразили цель. На гребной гонке первый и третий призы достались 7-ми вёсельной гичке и 6-ти вёсельному вельботу фрегата «Севастополь» соответственно.
В 1869 и 1870 годах пароходофрегат выходил в практические плавания в Финский залив с воспитанниками технического училища морского ведомства.
В 1875—1876 годах «Севастополь» и «Владимир» выходили в плавание под брейд-вымпелом капитана 1-го ранга Г. Н. Забудского по финским шхерам со штабом начальника броненосной эскадры Балтийского флота.
С конца 1870-х годов «Владимир» был включён в состав минного отряда Балтийского флота.

## Известные люди, служившие на корабле

### Командиры
- ??.??.1846—??.??.1849 капитан 2-го ранга Н. А. Аркас
- 03.12.1852—??.??.1854 капитан-лейтенант, капитан 2-го ранга Г. И. Бутаков
- ??.??.1864—??.??.1865 капитан-лейтенант Кудрявый

### Старшие офицеры
- ??.??.1853—??.??.185? лейтенант И. Г. Попандопуло
- ??.??.1853—??.??.185? капитан-лейтенант Н. А. Гаупт

### Другие должности
- ??.??.1851—??.??.1851 мичман Ф. Ф. Нарбут
- ??.??.1853—??.??.1854 мичман В. И. Бутаков
- ??.??.1864—??.??.1865 вахтенный начальник лейтенант Л. П. Семечкин
- 04.07.1864—03.09.1864 вахтенный начальник лейтенант К. К. Гриппенберг
- ??.??.1869—??.??.1869 вахтенный начальник лейтенант М. П. Верховский
- ??.??.1870—??.??.1870 вахтенный начальник лейтенант М. П. Верховский

### Проходили морское обучение / практику
- ??.??.1871—??.??.1871 Л. Я. Якобсон
- 31.05.1872—17.08.1872 П. А. Мордовин